# Cosmic (Bazzi)
Cosmic è il primo album in studio del cantautore statunitense Bazzi, pubblicato il 12 aprile 2018 dalla iamcosmic e Atlantic Records. L'album ha raggiunto la posizione numero 14 nella classifica statunitense Billboard 200 ed è stato elencato in una varietà di classifiche internazionali. L'album è stato ulteriormente influenzato dal successo commerciale di "Mine", che ha raggiunto la posizione numero 11 della Billboard Hot 100.

## Descrizione
Bazzi ha pubblicato diversi brani nel 2016 e nel 2017, tra cui Alone, Beautiful e Sober. Nell'ottobre 2017 ha pubblicato "Mine" tramite Atlantic Records. Quella canzone è diventata popolare dopo essere stata usata come filtro per lenti Snapchat nel gennaio 2018. Ha raggiunto la posizione numero 11 nella classifica Billboard Hot 100. Il 22 marzo 2018, Bazzi ha annunciato la data di uscita del suo album di debutto, il 12 aprile. Questo è avvenuto dopo l'uscita di altri tre singoli, Why?, Gone e Honest. Il 2 agosto 2018, ha pubblicato un remix di Beautiful con la cantante cubano-statunitense Camila Cabello. Nel 2021 il rapper Salmo ha creato un remix su Myself, intitolato LOSING MY MIND RMX. Il cantautore Bazzi non ha accettato di far uscire la canzone, la quale sarebbe dovuta uscire nel 2020 con il nome di Problemi con tutti RMX, poi non venendo pubblicata per il rifiuto di Bazzi e la confusione con l'omonimo singolo pubblicato nello stesso anno dal rapper Fedez per l'album Disumano. La canzone esce sul profilo Instagram del cantante Salmo alla fine del 2021, con il link di Dropbox dove la canzone è in free-download.

## Tracce
Tutti i brani sono scritti da Andrew Bazzi, tranne dove indicato. Tutti i brani sono prodotti da Rice N 'Peas e Bazzi, tranne dove indicato. Crediti adattati da Tidal e Genius.
1. Dreams – 2:27 (testo: Andrew Bazzi e James LaVigne)
2. Soarin – 2:57 (testo: Bazzi e LaVigne – musica: Rice N' Peas, Bazzi e Dallas Caton)
3. Myself – 2:47 (testo: Bazzi e LaVigne)
4. Star – 2:49 (testo: Bazzi e Madison Love – musica: Rice N' Peas, Bazzi e Thomas Eriksen)
5. Why? – 2:28
6. 3:15 – 2:47
7. Honest – 2:55 (testo: Bazzi e LaVigne)
8. Mirror – 2:20 (testo: Bazzi e Van Morrison)
9. Gone – 2:12
10. Fantasy – 2:28
11. BRB – 2:40
12. Cartier – 2:52
13. Beautiful – 2:58
14. Mine – 2:11
15. Changed – 2:23
16. Somebody – 2:50 (testo: Bazzi e LaVigne)

Note
- Mirror contiene un campionamento di Crazy Love di Van Morrison.

## Successo commerciale
Cosmic è entrato nella Billboard 200 al numero 35 nella sua prima settimana dopo la pubblicazione. Da allora ha raggiunto la posizione numero 14 nella lista. Si è anche classificato su una varietà di classifiche internazionali, tra cui la posizione numero 65 nel Regno Unito, numero 13 in Canada, e la posizione numero 14 in Danimarca.